# Ascario de Amiens
San Ascario, también llamado Óscar, Anscario, Ansgar o Anskar (Amiens, Austrasia; 8 de septiembre de 801-Brema, Sajonia; 3 de febrero de 865), fue un obispo y misionero europeo, el primer arzobispo de Hamburgo y santo patrono de Escandinavia, siendo su día festivo el 3 de febrero. Su biografía fue escrita por san Remberto de Bremen en la Vita Ansgarii.

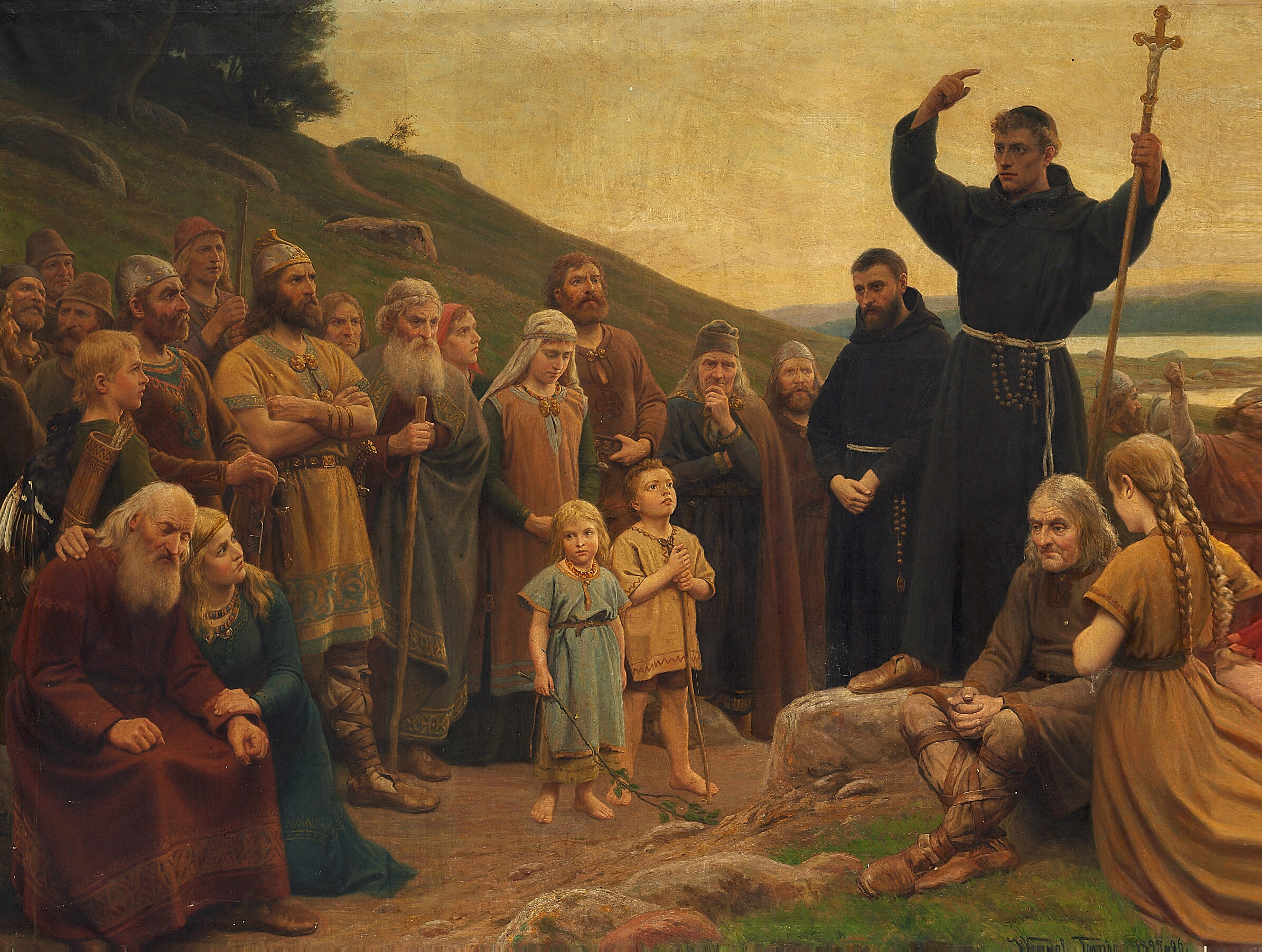
Ansgar, por Wenzel Tornøe, 1895.

Fue mandado por Ludovico Pío a ayudar al rey Harald Klak a cristianizar Dinamarca y con el rey Björn på Håga para convertir al cristianismo a Suecia. Ascario inició una misión religiosa en todos los países eslavos y escandinavos, siendo designado arzobispo de Hamburgo en el año 832.
Sin embargo, los nórdicos restituyeron el paganismo en Suecia y Dinamarca en 845 y Ascario hubo de repetir todo su trabajo. Después frustró otra rebelión pagana y fue reconocido como un santo después de su muerte.
También figura en el Calendario de Santos Luterano.